# Wang Shimin
Pour les articles homonymes, voir Wang (patronyme).
Wang Shimin (1592-1680) était un peintre chinois de paysage, du début de la dynastie Qing. Il fait partie du groupe appelé « les quatre Wang ». 

## Biographie
Son père et son grand-père étaient des fonctionnaires de l'administration des Ming et étaient collectionneurs d'art, ce qui lui permit de découvrir très tôt le monde de l'art. De fait, il peignit dès son enfance. 
D'autres maîtres, comme Wu Li, ont appris à peindre auprès de lui. Lui-même fut fortement influencé par les peintres de la dynastie Yuan, en particulier Huang Gongwang, mais aussi Wu Zhen, Wang Meng et Ni Zan.
Wang Shimin devint brièvement fonctionnaire dans l'administration Ming.
Après la prise de pouvoir par les Qing, il trouva refuge dans la peinture.
Il est le grand-père de Wang Yuanqi, un autre peintre des quatre Wang, sur lequel il exerça une forte influence. Il faisait également partie du même clan que Wang Jian.

## Style
Le style de Wang Shimin se caractérise par des traits de pinceau délicats et élégants. Il utilisait notamment une technique au pinceau sec.

## Œuvres
- Pavillons dans les montagnes des immortels
- Montagnes d'automne dans la manière de Huang Gongwang, 1631, encre sur soie
- Paysage dans la manière de Huang Gongwang, 1642, encre sur papier
- Paysage d'automne dans la manière de Huang Gongwang, 1661, encre sur papier
- Paysage dans la manière de Wang Wet
- Village de montagne embrassé par l'été, 1659, encre sur papier
- Paysage dans la manière de Zhao Mengfu